# Uriel Pérez
Uriel Pérez Jaurena (Montevideo, 28 de febrero de 1976) es un exfutbolista uruguayo. Jugaba de delantero y militó en diversos clubes de Uruguay, Argentina, Chile, México, Bolivia y España.

## Clubes
| Club                   | País      | Año       |
| ---------------------- | --------- | --------- |
| Huracán Buceo          | Uruguay   | 1993-1994 |
| Montevideo Wanderers   | Uruguay   | 1995      |
| Huracán Buceo          | Uruguay   | 1996      |
| Deportes Antofagasta   | Chile     | 1997      |
| Huracán Buceo          | Uruguay   | 1997-1998 |
| Mérida                 | España    | 1998      |
| Cruz Azul              | México    | 1999      |
| Huracán Buceo          | Uruguay   | 1999-2000 |
| Colón                  | Uruguay   | 2001-2002 |
| Belgrano de Córdoba    | Argentina | 2002-2003 |
| San Martín de San Juan | Argentina | 2003-2004 |
| Nueva Chicago          | Argentina | 2004-2005 |
| San Martín de San Juan | Argentina | 2005      |
| Oriente Petrolero      | Bolivia   | 2006      |
| Almagro                | Argentina | 2006      |
| Platense               | Argentina | 2007      |
| Defensores de Belgrano | Argentina | 2007-2009 |